# Cotonou
Cotonou je najveći grad države Benin, sjedište beninske vlade (premda je Porto-Novo službeni glavni grad), trgovačko središte i najvažnija luka. Izvozi se palmino ulje, kopra, kikiriki, pamuk, kava, duhan, drvo itd. Značajne su prehrambena industrija, proizvodnja obuće i ribarstvo.
Grad leži na ušću rijeke Ouémé u Atlantski ocean i željezničkom je prugom povezan s Parakouom, Pobèom i Ouidahom. Posjeduje međunarodnu zračnu luku. U 18. i prvoj polovici 19. stoljeća središte je trgovine robljem.
Prema popisu iz 2002. godine, Cotonou je imao 665.100 stanovnika.

## Vanjske poveznice
- Portal Cotonoua (fr.)

### Ostali projekti
|  | Zajednički poslužitelj ima još gradiva o temi Cotonou |